# Маріупольський менонітський округ
47°15′04″ пн. ш. 37°11′51″ сх. д. / 47.25111° пн. ш. 37.19750° сх. д.
Маріупольський менонітський округ включав у себе німецькі колонії біля річки Каратиш на північний захід від Маріуполя. Заснований 1837 року. Входив до складу Маріупольського/Олександрівського повіту Катеринославської губернії. Центром округу було село Берґталь. У 1871 році округ був ліквідований, і на його місці утворена Берґтальська волость Маріупольського повіту.
Територія Маріупольського менонітського округу становила 9492 десятини (10370 км²). В окрузі було 135 дворів і 30 безземельних сімейств (1857 рік).

## Села
До складу округу входили села:
| № | Назва        | Німецька назва | Сучасна назва | Рік  |
| - | ------------ | -------------- | ------------- | ---- |
| 1 | Берґталь     | Bergtal        | Республіка    | 1837 |
| 2 | Гейбуден     | Heubuden       | Сергіївка     | 1841 |
| 3 | Фрідріхсталь | Friedrichstal  | Федорівка     | 1852 |
| 4 | Шенталь      | Schöntal       | Новороманівка | 1838 |
| 5 | Шенфельд     | Schönfeld      | Ксенівка      | 1837 |

## Населення
| № | Кількість | Рік  |
| - | --------- | ---- |
| 1 | 300       | 1839 |
| 2 | 1470      | 1856 |
| 3 | 1704      | 1860 |
| 4 | 2100      | 1868 |